# Re:ERA
『Re:ERA』（リエラ）はKing & Princeの6枚目のオリジナル・アルバム。Project K&Pから2024年10月14日に先行配信リリースされ、12月11日にCD発売された。

## 概要
グループ初のコンセプトアルバムであり、デジタル配信が先でCD発売が後という、リリースのタイミングも含めグループにとっての挑戦作。タイトルは、以前リリースしたアルバム『Re:Sense』にも入っている"Re:"を入れたいという話から永瀬が思いついたもので、過去のことも背負いながら自分たちがKing & Princeの新しい時代（ERA）をまた築いていこうという気持ちが込められている。今回はコンセプトや選曲など髙橋が主体となって制作した。全曲を通じて1つの物語が描かれており、髙橋は楽曲にインスパイアされたキャラクターを収録曲数と同じく16体描き下ろしている。
リード曲「WOW」（読み：ワゥ）はハッピーなムードを求めて三浦大知とのコラボレーションを依頼したところ、三浦がこれを快諾。音楽プロデューサーのUTA、そして髙橋が加わって話し合い、楽曲が完成した。三浦は作詞と作曲だけでなく、この楽曲のオリジナルキャラクターである「ARE-X」（読み：アレックス）の要素も意識しながら髙橋と共同で振付も担当している。楽曲は9月20日から視聴ができるようになったが、『Re:ERA』特設サイトでは視聴すればするほどキャラクターの卵が進化し、やがて出現するという仕掛けがなされた。その後9月30日に先行配信され、同日にプロモーション映像「WOW」-"Re:ERA beginning" ver.-が公開された。これは本作の核である『Re:ERA計画』なる物語の序章となる映像であり、2018年にとあるファミレスで若き研究者である2人が壮大な宇宙計画を語り合うところからストーリーが始まり、「Re:ERA」Teaser映像へと続いていく。「WOW」のMVは11月10日20時にティザー映像が、11月13日20時30分に本編がプレミア公開された。『Re:ERA計画』の内容が明かされ、前述の16体のキャラクターも登場し、科学者に扮する2人が夢を実現していく物語になっており、この公開を記念し2人によるYouTubeライブも開催された。
本作の発売を記念し、東京（12月3日 - 15日、UNIVERSAL MUSIC STORE HARAJUKU）、札幌（12月11日 - 29日、札幌PARCO 3F）、名古屋（12月14日 - 29日、名古屋PARCO 南館10F）、大阪（12月13日 - 29日、心斎橋PARCO 14F PARCO GALLERY）、福岡（12月9日 - 29日、博多マルイ 3階イベントスペース）の全国5か所でポップアップストア『King & Prince POP-UP STORE 2024 Re:ERA』をオープンした。ストアは「WOW」のMVの世界観をイメージしたものになっており、2人が床や壁のデザイン、アイテムの配置など細部にもこだわってプロデュースし、『Re:ERA』の世界に登場するプラネット・エイジをイメージした展示物やキャラクターの原画、グッズなどでカラフルに飾られた。そしてMVで使用されたワッペンや髙橋が描き下ろした16体のキャラクターのフィギュア、トレーディングカード、永瀬がどうしても入れたいと本国の許可をとったUNIVERSAL MUSICのロゴが入ったアパレルグッズなど、全商品2人がプロデュースしたグッズが販売された。また、16体のキャラクターが登場し、ODDJOBが制作、2人が構成・脚本・演出・主演を担ったオリジナルアニメーション『プラネット・エイジ』が、このストア開催に合わせてKing & Prince公式YouTubeで配信された。

## リリース
初回限定盤A・初回限定盤B・通常盤・ファンクラブ限定のDear Tiara盤の4形態で発売。CDの収録内容は通常盤のみ1曲多く、初回限定A・Bにそれぞれ異なる内容のDVDが付いている。通常盤のジャケット写真には、表題曲「WOW」に髙橋が描き下ろしたキャラクター・ARE-Xが写っている。
仕様・特典
- 初回限定盤A・初回限定盤B - 三方背ケース付2Dケース、フォトブックレット24P、歌詞ブックレット20P
- 通常盤 - 三方背ケース付3Pワイドケース、歌詞ブックレット20P
- Dear Tiara盤 - 104Pノート型ジャケット（A4サイズ）

先着外付け特典
- 初回限定盤A - フォトカード（A6）
- 初回限定盤B - クリアポスター（A4）
- 通常盤 - トレカ3種セット
- Dear Tiara盤 - ステッカーシート（A6）

初回封入特典
- 初回限定盤A - 期間限定動画A視聴シリアルナンバー
- 初回限定盤B - 期間限定動画B視聴シリアルナンバー
- 通常盤 - 期間限定動画C視聴シリアルナンバー

## 収録内容
クレジット出典

### CD
1. Odyssay
作詞：海人[24] / 作曲：UTA、海人[24] / 編曲：UTA
実際の心臓の音が入れられている[18]。
2. WOW
作詞：Daichi Miura / 作曲：UTA、Daichi Miura、海人 / 編曲：UTA
本作のリードトラック[9]。
3. HOTTER & HOTTER
作詞：Takuya Harada / 作曲：Nomasgood、Takura Harada、PIT300 / 編曲：Nomasgood
4. Don't Grow Up
作詞：Komei Kobayashi / 作曲：Andreas Ohrn、Peter Bostrom、Didrik Thott / 編曲：Peter Bostrom
5. COLORS
作詞：Jacob Watson / 作曲：Albin Nordqvist、Sebastian Lestapier、Adam Sjostrand / 編曲：Sebastian Lestapier、Albin Nordqvist、Adam Sjostrand
6. LOVE HACKER
作詞：BBY NABE、Matt Cab / 作曲：Matt Cab、BBY NABE / 編曲：Matt Cab
7. moooove!!
作詞・作曲：Ayumu Imazu / 編曲：Ayumu Imazu、A.G.O
  - 15thシングルの2曲目
  - 髙橋海人主演テレビ東京系ドラマプレミア23『95』主題歌
8. POPSTER in the KINGDOM - 髙橋海人
作詞：SKY-HI / 作曲：Sunny（INIMI）、SKY-HI / 編曲：Sunny
髙橋が番組をきっかけに親交を深めたSKY-HIにオファーし、コラボが実現[30]。SKY-HIがボーカルディレクションも担当し、振付はKAITAが担当した[31]。King & Prince公式Xでは2人のレコーディング中のショットも公開され、SKY-HIも公式Xでリポストするなどのやりとりが行われた[31]。
9. ボーイミーツガール
作詞：長屋晴子（緑黄色社会） / 作曲：peppe（緑黄色社会）、穴見真吾（緑黄色社会） / 編曲：穴見真吾、川口圭太
緑黄色社会からの提供曲。ソリッドギターが軸のバンドサウンドにストリングスやシンセサイザーが加えられた、緑黄色社会の持ち味ともいえるロックでポップな幸福感溢れる楽曲[32]。演奏もメンバーが担当した[33]。
10. 愛し生きること
作詞：YU-G / 作曲：SHIBU、YU-G / 編曲：SHIBU
  - 14thシングルの1曲目
  - 永瀬廉主演映画『法廷遊戯』主題歌
11. 染み - 永瀬廉
作詞：西畑大吾 / 作曲：田辺望、hanawaya、永野小織、バショー / 編曲：バショー
2011年4月3日、大阪城ホールで開催された山下智久のソロコンサートでオーディションを受けた永瀬と西畑大吾、正門良規の同期3人による明るい曲調のコラボ曲[34][35]。西畑が作詞とコーラスを担当し、正門はギター演奏とコーラスを担当した[36]。髙橋がSKY-HIとコラボレーションしたことから、「廉くんも誰かとコラボしたら？」と言われた永瀬が自らオファーして実現したもので、タイトルは3人が初めて会った日である4月3日にちなんで付けられた[34]。3人の出会いからそれぞれのデビューに至るまでの思い出や固い絆を歌った友情ソングとなっており[36]、3人でよく話し合ったという歌詞には〈「親友」より「心友」が似合う〉といった3人の関係や、〈Aぇ! 時間過ごしてきた〉〈なにわ背負って羽ばたこうぜ〉〈確かな王道を探す旅〉などそれぞれのグループ名が入れられている[34][37]。
12. ROLLER COASTER
作詞：CLAUDE S. / 作曲：jisanpark、Nomasgood、Takuya Harada、PIT300 / 編曲：jisanpark、Nomasgood
13. MAGIC WORD
作詞：Giz'Mo（from Jam9）、木村友威 / 作曲：Giz'Mo（froma Jam9）、Eunsol（1008）、石黑剛 / 編曲：Eunsol（1008）、石黑剛
  - 14thシングルの2曲目
  - テレビ朝日系金曜ナイトドラマ『今日からヒットマン』主題歌
14. halfmoon
作詞・作曲・編曲：小林武史
  - 15thシングルの1曲目
  - 永瀬廉主演 テレビ朝日系オシドラサタデー 『東京タワー』主題歌
15. I Will...
作詞：Funk Ucino / 作曲：RUSH EYE、Funk Ucino、Ryota Nakai / 編曲：RUSH EYE、佐藤泰将
  - 健栄製薬「ヒルマイルド」Hクリーム大容量・泡フォーム登場篇CMソング[38]
16. Harajuku
作詞・作曲・編曲：Mega Shinnosuke
  - 通常盤のみ収録。

### DVD

#### 初回限定盤A
1. 「WOW」Music Video
2. 「WOW」Music Video Behind the scenes
3. 6歳は誰だ!? 同期当てクイズ
CDデビュー6周年にちなみ、2人が子供たちと触れ合いながら本当の6歳を見つけ出す企画映像[39]。

#### 初回限定盤B
1. 「Re:ERA」Behind the scenes
2人が話し合う姿やレコーディング風景が収録されている[40]。
2. 「POPSTER in the KINGDOM」Behind the scenes
髙橋とSKY-HIとのレコーディング時のやりとりが収録されている[31]。
3. 「染み」Behind the scenes
西畑と正門も登場し、永瀬を含めた3人で乾杯したり、レコーディングしたりする様子が収録されている[41]。

## チャート成績
オリコンでは、前作『halfmoon/moooove!!（Special Edition）』の初週DL数5865DLを超える1万3327DLを記録し、10月28日付「オリコン週間デジタルアルバムランキング」で通算2作目の初登場1位を獲得。CDも初週23.3万枚を売り上げ、12月23日付「オリコン週間アルバムランキング」で7作連続、通算7作目の1位となり、このCD売上枚数のポイントが大きく牽引したことで週間23万5968PTを記録し、同日付「オリコン週間合算アルバムランキング」でも通算7作目の1位となった。